# Rio Beregsău
O Rio Beregsău é um rio da Romênia afluente do Rio Bega Veche, localizado no distrito de Timiş.